# أحمد بن محمد آل ثاني
أحمد بن محمد آل ثاني (1853– كانون الأول 1905 م)، كان الابن الثاني لمحمد بن ثاني، حاكم الدوحة (1894–1898)، وأمير قطر (1898–1905) ورئيس فرع أحمد بن محمد آل ثاني من آل ثاني، العائلة الحاكمة في قطر. وكان أيضًا الأخ الأصغر لمؤسس دولة قطر جاسم بن محمد آل ثاني.
وبعد وفاة ابن عمه علي بن عبد الله آل ثاني، أصبح قائدًا لتحالفات عشائر قطر ضد جيش مدحت باشا المصري الألباني. سبقه جاسم بن محمد آل ثاني، وخلفه محمد جاسم آل ثاني [الإنجليزية]

## تنازل الشيخ جاسم عن الحكم لصالح الشيخ أحمد
وتذكر مصادر متعددة أن الشيخ جاسم تنازل عن العرش لصالح أخيه في عام 1898. وفي العام نفسه انتقل جاسم إلى لوسيل مع عائلته، ورغم أنه فكر في التنازل عن العرش لصالح ابنه الشيخ محمد، إلا أنه سرعان ما علم أن الزعماء في قطر يفضلون شقيقه الشيخ أحمد. في رسالة كتبها جيه سي جاسكين، الوكيل السياسي المساعد في البحرين بتاريخ 20 أيلول 1903 إلى الكابتن ف. دكف. المقيم السياسي هانت في الخليج العربي، ذكر أنه "بعد الحصول على توقيعهم [رؤساء قطر] لتوثيق ذلك، أبلغ الباب العالي ووالي البصرة ومتصرف الحسا بتنازله عن العرش لصالح أخيه، وطلب منهم إحالة جميع الأمور إلى الأخير في المستقبل، وكان الشيخ أحمد هو شيخ قطر فعليًا، ومقبولًا على هذا النحو من الشعب وكذلك الأتراك منذ عام 1898." أكد الشيخ أحمد تنازل شقيقه الأكبر عندما قابله جيه سي جاسكين على شاطئ الوكرة في 19 أيلول 1903.
وقد وصف الوكيل السياسي في البحرين آنذاك الشيخ أحمد بأنه رجل ذكي وذو شخصية مميزة، وذلك عندما التقى به في تشرين الثاني 1905 في منزله بالبدع، ووصفه في رسالته إلى المقيم السياسي في الخليج العربي بأنه "رجل استثنائي". قبل لقاء أحمد، التقى الوكيل السياسي مع جاسم في لوسيل حيث كان يقيم منذ أكثر من خمس سنوات. وكان جاسم في الثمانينيات من عمره في ذلك الوقت ويعاني من التهاب حاد في العين أثناء وجوده برفقة صهره ناصر بن مبارك آل خليفة، الأمر الذي فاجأ الوكيل السياسي الذي كان يأمل في مقابلة جاسم وأحمد معًا. وصف الوكيل الحادثة الأخيرة في رسالته قائلاً: "لقد شعرت بخيبة أمل لعدم رؤيتي الشيخ أحمد في معسكر الشيخ جاسم، إذ كان يعلم أنني أعربت عن رغبتي في مقابلته هناك. ومع ذلك، يبدو أن هناك قدرًا من الغيرة الكامنة بين الأخوين، وأن وجود ناصر بن مبارك، الذي لا يحبه، ربما ساهم أيضًا في إبعاد الأخ الأصغر."
كتب الوكيل السياسي عن زيارته التي تمت في منزل أحمد بعد أيام قليلة من زيارة جاسم، حيث كان مُصرًا على مقابلته، ووصفها بأنها زيارة مضيافة، قائلًا: "استقبلني الشيخ أحمد بأسلوب ودود للغاية، وأسكنني في غرفة ضيوفه، مما جعل موظفيّ الدينيين والسيبوي أكثر راحة في أي مكان آخر". كما وصف أحمد بأنه شخص يتمتع بروح حزبية وكان محبوبًا ومؤثرًا بين رعيته. كان أحمد، البالغ من العمر خمسة وأربعين عامًا، يتمتع بشخصية مرحة، وهو ما يتضح من خلال العبارة التالية: "كلما واجه قضية صعبة، كان ينفجر في نوبة ضحك شديدة العدوى، على الرغم من صعوبة إيجاد الأسباب، وإلى حد يكاد يجعل المرء يشك في سلامته العقلية. ومع ذلك، لا شك أن شعبي البحرين وقطر يعتبرانه رجلًا قويًا وذكيًا."

## الوفاة
قُتل على يد خادمه في الدوحة في كانون الأول 1905. وكان اسم قاتله هو ابن معمّم، ورغم أن الشائعات كانت تقول إن القاتل وشريكيه أُعدموا على يد جاسم، إلا أنه تبين أن هذا غير صحيح. وزعم الوكيل السياسي البريطاني المقيم في البحرين في ذلك الوقت والذي كان يراقب قطر ويغطي أخبارها ويزورها بشكل متكرر أن أقلية قوية من الناس في قطر كانوا يعتقدون أن الشيخ خليفة، الابن الأكبر لجاسم، كان محرضًا في اغتيال أحمد. بعد وفاة أحمد، ابنه الأكبر[بحاجة لمصدر] كان من المفترض أن يُعيّن الابن الشيخ علي لتولي مسؤوليات والده العديدة، لكن جاسم اعتبره صغيرًا جدًا.

## الإرث
تكريمًا للشيخ أحمد:
- تأسست كلية أحمد بن محمد العسكرية في قطر عام 1996 على يد الشيخ حمد بن خليفة آل ثاني.
- سُمي شارع أحمد بن محمد بن ثاني باسمه.
- أنشئت مدرسة أحمد بن محمد الثانوية للبنين وسميت باسمه.

وعلى الرغم من دوره المشرف باعتباره اليد اليمنى لجاسم طوال فترة تأسيس وإدارة شؤون دولة قطر، إلا أنه عادة لا يتم ذكر أحمد خلال احتفالات اليوم الوطني لدولة قطر التي تقام كل عام في 18 كانون الأول. إن الكم الهائل من الأدلة التي تثبت خلافة أحمد في حكم قطر بعد تنازل جاسم عن الحكم في عام 1898، عادة ما يتم تجاهله من وسائل الإعلام القطرية. 

## الأطفال
- الشيخ مبارك بن أحمد
- الشيخ محمد بن أحمد (1877–1975)
- الشيخ عبد الله بن أحمد (1880–1973)
- الشيخ علي بن أحمد (1883–1931)
- الشيخ عبد الرحمن بن أحمد (مواليد 1886)
- الشيخ ناصر بن أحمد (1892–1906)
- الشيخ خالد بن أحمد (1893–1977)
- الشيخ عبد العزيز بن أحمد (1894)
- الشيخ خليفة بن أحمد (1896–1983)، جد عبد الله بن ناصر بن خليفة آل ثاني
- الشيخ سيف بن أحمد (1898–1991)
- الشيخ جبر بن أحمد (1899–1984)
- الشيخ أحمد بن أحمد (1903–1987)